# Thomas Spence

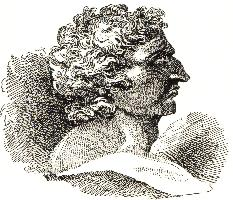
Thomas Spence

Thomas Spence (Newcastle upon Tyne, 1750-Londres, 1814) fue un escritor y activista radical británico, que propuso acabar con la propiedad privada de la tierra, por lo que constituye, junto con William Ogilvie de Pittensear y Thomas Paine —conocidos como «socialistas agrarios»—, uno de los precursores del socialismo en Gran Bretaña. Dos años antes de morir creó la Society of Spencean Philantropists, que fue «el primer grupo de militantes revolucionarios decididos a cambiar el régimen de la propiedad y el poder del Estado» y que organizó en 1819 la Conspiración de Cato Street.

## Biografía
Maestro de escuela, en 1775 presentó una comunicación a la Sociedad Filosófica de Newcastle que publicó más tarde con el título Los verdaderos derechos del hombre. Expulsado de la Sociedad, marchó a Londres en 1792, donde desarrolló una intensa actividad de propaganda y de agitación a favor de la causa radical. Vendía sus propios folletos en la calle y confeccionaba carteles y pasquines. En esos años también publicó dos libros: El Sol meridiano de la Libertad o los Derechos del Hombre (The Meridian Sun of Liberty or Rights of Man, Londres, 1796) y Restaurador de la sociedad a su estado natural (The Restorer of Society to his Natural State, Londres, 1801).
Spence planteó la reforma radical de la sociedad porque, según sus propias palabras, «es preciso destruir no sólo la autoridad personal y hereditaria, sino su causa, es decir, la propiedad privada de la tierra». Lo que proponía era que la tierra pasara a ser administrada por los municipios, que la distribuirían en parcelas a los miembros de la comunidad a cambio de un arrendamiento —procediéndose a nueva redistribución a la muerte del poseedor, por lo que no se reconocía el derecho de herencia—. Con los pagos de los arrendadores los ayuntamientos podrían satisfacer las necesidades comunes, por lo que se podrían suprimir los impuestos. El Estado se configuraría así como una federación de municipios, adoptando la fórmula de una república democrática. Por otro lado, las mujeres disfrutarían de los mismos derechos que los varones, incluido el voto, y sus hijos tendrían la misma condición, desapareciendo la discriminación entre legítimos e ilegítimos —en la defensa de los derechos de las mujeres Spence coincidía con William Godwin y con su esposa Mary Wollstonecraft—.

## LaSociety of Spencean Philantropists
Spence creía que para alcanzar la reforma radical que propugnaba sería necesario recurrir a la actividad clandestina —imprentas secretas, panfletos anónimos, clubes disfrazados de asociaciones legales—. Así en 1812 fundó con algunos de sus seguidores la Society of Spencean Philantropists, que ha sido considerada como «la primera organización verdaderamente socialista de Gran Bretaña». Su modelo organizativo era el de la London Corresponding Society fundada en la última década del siglo XVIII. La integraron obreros, artesanos y pequeños comerciantes y su finalidad era la abolición de la propiedad privada, aunque su influencia en el seno movimiento obrero inglés fue escasa.

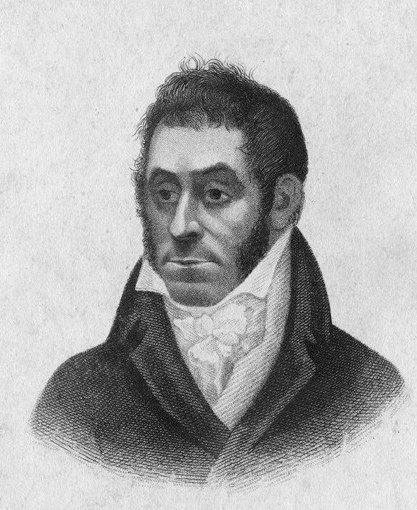
Arthur Thistlewood.

A la muerte de Spence en 1814 la Sociedad no pasaba de ser un grupúsculo organizado. Entonces la dirección la asumió Thomas Evans, que había sido educado en la escuela de la London Corresponding Society. Pero en 1816, con motivo de la crisis económica y social que aquel año sacudió Inglaterra, la sociedad cobró una gran importancia, aunque tal vez exagerada por la policía y por sus propios miembros. Ese mismo año Evans publicó un folleto titulado Política cristiana en el que defendía que había que acabar con el derecho de propiedad y «devolver» al pueblo la tierra, las minas, las casas, gestionándolas de forma comunitaria.

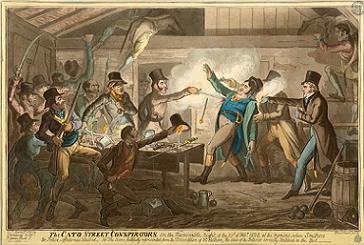
El arresto de los implicados en la Conspiración de Cato Street. Ilustración de George Cruikshank (1820).

Los spencistas llevaron a cabo dos intentos revolucionarios. El primero fue a finales de 1816 y estuvo encabezado por Arthur Thistlewood, el principal agitador del grupo, que organizó los disturbios de Spa Fields (Londres), por lo que fue juzgado con otros dos miembros de la Sociedad por alta traición —el Parlamento votó en 1817 una ley que prohibía los grupos y círculos spencistas—. El segundo, también dirigido por Thistlewood, fue la Conspiración de Cato Street de 1819 que pretendía asesinar a los miembros del gobierno cuando estuvieran reunidos y tomar el poder. Fue desarticulada gracias a la delación de un confidente y en esta ocasión Thistlewood no se libró de la pena de muerte, siendo ahorcado en 1820 con otros cuatro conjurados.
Según François Bedarida, «los spencistas, a pesar de su retórica, sus ilusiones y sus quimeras conspirativas, constituyeron el primer grupo de militantes revolucionarios decididos a cambiar el régimen de la propiedad y el poder del Estado» y en cuanto a la forma de alcanzar su objetivo, «se sitúan a medio camino entre la actividad constitucional y la acción insurreccional». «Agruparon sobre todo a artesanos, a soldados desmovilizados y a obreros en paro», la mayoría de ellos «influidos por la tradición del socialismo agrario (con la esperanza de una vuelta a la tierra dividida en pequeñas granjas) y por el republicanismo al estino de Paine».